# Zapruda
Zapruda (ukr. Запруда) – wieś na Ukrainie w rejonie zwiahelskim obwodu żytomierskiego.